# Tschachtlanchronik
Lo Tschachtlanchronik e un manoscritto di cronache illustrato del XV secolo composto e pubblicato a Berna, attualmente presso la biblioteca centrale di Zurigo.
Questo libro di cronache della storia svizzera, venne scritto dai cronisti Bendicht Tschachtlan, da cui prende il nome e da Heinrich Dittlinger. Quest'ultimo ha redatto la maggior parte dei testi manoscritti. Venne pubblicato a Berna nel 1470. Esso reca oltre al testo manoscritto anche 230 illustrazioni. La cronaca illustrata racconta in gran parte le principali battaglie sostenute dai confederate nei due secoli precedenti. Le illustrazioni variano nel formato e sono eseguite a penna e acquerellati. Esse descrivono fatti riportati nel testo manoscritto, spesso si susseguono in sequenze serrate che fanno riferimento al testo, una specie di fumetto ante litteram.